# Karmazyniwka
Karmazyniwka (ukr. Кармазинівка) – wieś na Ukrainie, w obwodzie ługańskim, w rejonie swatowskim. W 2001 liczyła 247 mieszkańców, spośród których 241 posługiwało się językiem ukraińskim, 5 rosyjskim, a 1 ormiańskim.